# Ібіс білоплечий
Ібіс білоплечий (Pseudibis davisoni) — вид пеліканоподібних птахів родини ібісових (Threskiornithidae).

## Поширення
Історично вид був широко, але нерівномірно, поширений на більшій частині Таїланду, Лаосу, в південному та центральному В'єтнамі, Камбоджі, частинах М'янми, на Калімантані та в китайській провінції Юньнань. Зараз Pseudibis davisoni трапляється в північній та східній Камбоджі (близько 87-95 % від загальної популяції), на крайньому півдні Лаосу і вздовж річки Махакам у Східному Калімантані.
Загальна чисельність виду оцінюється у приблизно 1000 птахів. Так, в Камбоджі у 2013 році нарахували 973 білоплечих ібіси. На Калімантані, за оцінками, живе 30-100 птахів.

## Опис
Птах завдовжки 60–85 см. Оперення червонувато-коричневе з блакитними відтінками та характерним білим коміром. На плечає має контрастну білу пляму, часто не помітну в спокійному положенні. Голова чорна і гола, з довгим дзьобом, вигнутим донизу. Ноги червоні.